# Paulina Matysiak
Paulina Matysiaková, nepřechýleně Paulina Matysiak (* 2. října 1984 Kutno) je polská úřednice a politička, členka strany Lewica Razem, od roku 2019 poslankyně Sejmu.

## Životopis

### Studium a kariéra
Ukončila magisterské studium polonistiky (2008) a etiky (2015) na Univerzitě Mikuláše Koperníka v Toruni a podiplomová studia filozofie na Collegiu Civitas ve Varšavě (2011).
Pracovala v Univerzitní knihovně v Toruni, kde se věnovala konzervaci Archivu emigrace. Později byla zaměstnána na úřadu města Kutna jako inspektorka odpovídající za participativní rozpočet a spolupráci s neziskovými organizacemi.
Je autorkou blogu o knížkách „Zaginam Rogi” (Ohýbám rohy), fejetonistka magazínu „Wszystko Co Najważniejsze” (Všechno, co je nejdůležitější) a spoluautorka několika vědeckých publikací, recenzí a bibliografických prací.

### Politická kariéra
V krajských volbách v roce 2018 neúspěšně kandidovala za stranu Lewica Razem na zastupitelku Kujavsko-pomořského vojvodství, získala 1094 hlasů.
Ve volbách do Evropského parlamentu v roce 2019 neúspěšně kandidovala za koalici Levice společně – Lewica Razem, Unie práce, Hnutí sociální spravedlnosti ve volebním obvodu č. 2. a získala 3421 hlasů.
V Polských parlamentních volbách v roce 2019 získala mandát poslankyně do Sejmu. Kandidovala z první pozice na kandidátce Svazu demokratické levice ve volebním obvodu č. 11 – Sieradz, získala 16 757 hlasů. Působí ve výborech Kontaktu s Poláky v zahraničí (od 13.11.2019) a Seniorské politiky (od 13.02.2020), působila ve výboru Kultury a médií. Je předsedkyní parlamentní skupiny Boje proti dopravnímu vyloučení.